# Die Verwandlung

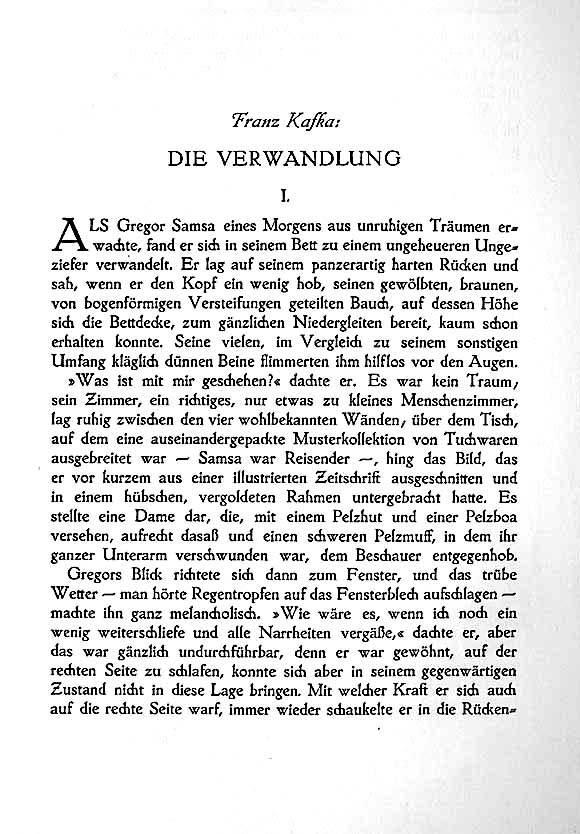
Erstveröffentlichung in den Weißen Blättern (1915)

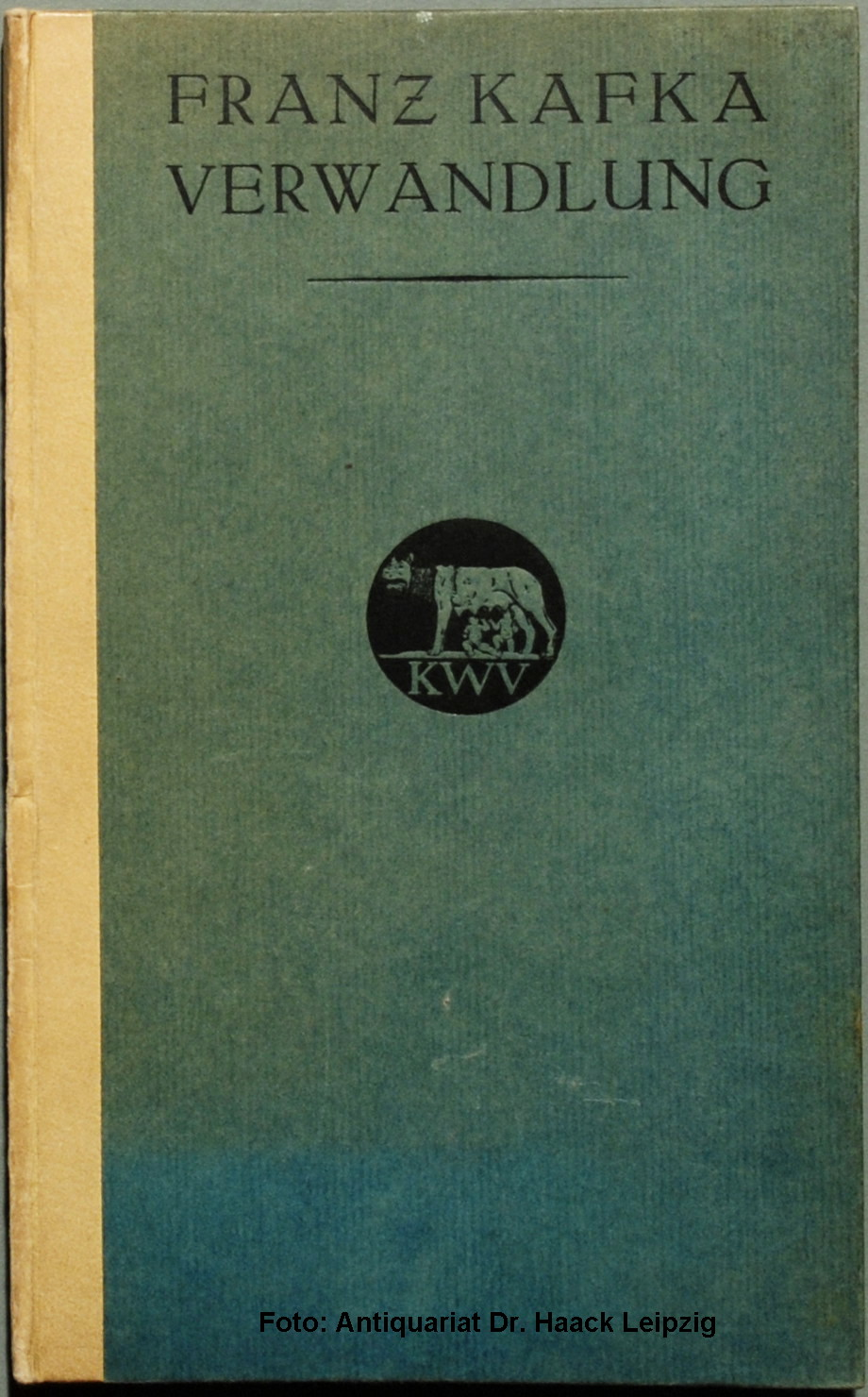
Ausgabe von 1916

Die Verwandlung ist eine im Jahr 1912 entstandene Erzählung von Franz Kafka. Die Geschichte handelt von Gregor Samsa, dessen plötzliche Verwandlung in ein „Ungeziefer“ die Kommunikation seines sozialen Umfelds mit ihm immer mehr hemmt, bis er von seiner Familie für untragbar gehalten wird und schließlich zugrunde geht.
Mit einem Umfang von rund 70 Druckseiten handelt es sich um die längste der von Kafka für abgeschlossen gehaltenen und zu seinen Lebzeiten veröffentlichten Erzählungen. Der Text wurde zunächst 1915 im Oktoberheft der Zeitschrift Die weißen Blätter unter der Redaktion von René Schickele veröffentlicht. Die Erstausgabe in Buchform erschien im Dezember 1915 in der Reihe Der jüngste Tag, herausgegeben von Kurt Wolff. Von Kafkas übrigen Werken wurden nur dessen Romanfragmente in vergleichbarem Ausmaß rezipiert.

## Inhalt

### Erster Abschnitt
Gregor Samsa wacht eines Morgens auf und stellt fest, dass er „zu einem ungeheueren Ungeziefer verwandelt“ wurde. Er hält diese Verwandlung anfangs nur für vorübergehend und stellt sich erst langsam den verschiedenen Konsequenzen seiner unfreiwilligen Metamorphose. Zunächst unfähig aufzustehen und das Bett zu verlassen, reflektiert Gregor über seinen Beruf als Handelsreisender und Tuchhändler: Die auszehrende Tätigkeit, von einem „nie herzlich werdenden menschlichen Verkehr“ gekennzeichnet, nimmt ihn völlig in Anspruch. Wäre er nicht alleiniger Familienernährer, der die Schulden seines bankrottgegangenen Vaters abarbeiten muss, würde er augenblicklich kündigen und dem despotischen Arbeitgeber „vom Grunde seines Herzens aus“ die Meinung sagen. So aber ist er in anscheinend unüberwindbare ökonomische Abhängigkeitsverhältnisse verstrickt. Samsa gewinnt aus seinem Einsatz für die Familie weder Selbstwert, nur an einer Stelle ist von „Stolz“ zu lesen, noch leitet er Forderungen an die Familie ab oder stellt er die Tatsache in Frage, die Schulden seines Vaters abarbeiten zu müssen.
Weil Gregor Samsa auch an diesem Morgen an seiner Arbeitsstelle erwartet wird, jedoch wegen seiner Ungeziefergestalt das Zimmer der elterlichen Wohnung nicht verlassen kann, erscheint im Laufe des Vormittags der Prokurist, ein Vorgesetzter Gregors, bei den Samsas, um sich empört nach dem unentschuldigten Fernbleiben seines Angestellten zu erkundigen und auf dessen sofortigem Erscheinen zu insistieren. Als er den Verwandelten erblickt, der sich unter großen Mühen bis an die Tür geschleppt hat, ergreift er die Flucht. Gregor versucht, sowohl mit seiner Familie als auch mit dem Prokuristen Kontakt aufzunehmen; jedoch bleiben unverständliche Tierlaute das einzige, was sie vernehmen können. Gregors Familie reagiert entsetzt und der Vater treibt das Tier unter Drohungen und Gewaltanwendung zurück in sein Zimmer.

### Zweiter Abschnitt
Mit der unerwartet eingetretenen Arbeitsunfähigkeit Gregors ist der Familie Samsa über Nacht die finanzielle Lebensgrundlage entzogen. Erst später stellt sich heraus, dass sie noch über beträchtliche Ersparnisse verfügen, von denen Gregor nichts gewusst hat. Gezwungenermaßen drehen sich nun die Verhältnisse innerhalb der Familie um. Gregors Schwester Grete hat bis zu dessen Verwandlung ein gutes Verhältnis zu ihm. Er war sogar im Begriff, ihr das Studium an einem Konservatorium zu finanzieren, da ihn ihr Violinspiel rührte. Mit der Verwandlung wird sie diejenige, die ihn im Gegenzug mit Nahrung versorgt. Obwohl sie vor seinem Anblick zurückschreckt, nimmt sich Grete zusammen und sorgt für Gregors Ernährung. Mit anfangs liebevoller Aufmerksamkeit versucht sie herauszufinden, welche Nahrungsmittel er isst und welche er nicht mag.
Die verbliebenen menschlichen Züge Gregors werden allmählich immer mehr durch tierische Verhaltensweisen ersetzt. Er beginnt, seine neue Identität zu akzeptieren und über Fußboden, Wände und Zimmerdecke zu kriechen. Als seine Mutter und seine Schwester sein Zimmer ausräumen – mit der Absicht, ihm als „Käfer“ mehr Bewegungsfreiheit zu verschaffen – versucht Gregor verzweifelt, ein Bildnis an der Wand (die „Dame im Pelz“) zu retten, das er besonders liebt. Als er sich daher an das Bild klammert, um es zu schützen, verliert seine Mutter bei seinem Anblick vor Schreck das Bewusstsein. Die Schwester eilt der Mutter mit Medizinflaschen zu Hilfe, die sie aus einem Nebenzimmer holt. Gregor folgt ihr und wird durch eine herunterfallende Flasche im Gesicht verletzt. Als später der von seiner Arbeit heimkehrende Vater wütend mit Äpfeln nach Gregor wirft, bleibt einer davon in dessen Rücken stecken und verwundet ihn schwer.

### Dritter Abschnitt
In den folgenden Wochen leidet Gregor unter seinen Verletzungen am Rücken und im Gesicht und nimmt kaum noch Nahrung zu sich. Er wird von der Familie immer mehr vernachlässigt, und sein Zimmer wird zur Abstellkammer. Um ihren Lebensunterhalt zu sichern, haben sich die übrigen Familienmitglieder eine Anstellung gesucht und nehmen drei Untermieter in ihrer Wohnung auf. Gregor aber wird immer mehr von ihrem Leben isoliert. Nur wenn die Familie einmal unter sich ist, weil die Untermieter hin und wieder auswärts essen, wird die Wohnzimmertür abends für ihn offen gelassen, damit er sich nicht ganz ausgeschlossen fühlt.
Eines Tages bleibt seine Zimmertür trotz der Anwesenheit der Untermieter offen. Diesen Umstand ausnutzend und von Gretes hingebungsvollem Violinspiel im Wohnzimmer angelockt, kriecht Gregor aus dem Zimmer und wird von den ahnungslosen Anwesenden entdeckt. Aufgebracht beschweren sich die drei Untermieter über den unhygienischen Zustand der Wohnung und kündigen ihr Mietverhältnis stehenden Fußes. Am gleichen Abend hat die Familie nun endgültig genug vom Zusammenleben mit dem riesigen Insekt. Die sich bisher fürsorglich um Gregor kümmernde Schwester, die bisher Obligatorisches (wie die Reinigung des Zimmers oder die Fütterung) übernahm, äußert als erste den ausdrücklichen Wunsch, das Ungeziefer loszuwerden. Sie kann darin nicht länger ihren Bruder erkennen und bezeichnet ihn als „es“. Gregor beginnt daraufhin zu erkennen, dass er nicht länger erwünscht ist, und stirbt, völlig ausgemergelt, noch vor dem nächsten Sonnenaufgang. Am selben Tag weist der Vater, als Reaktion auf Gregors Tod, die Untermieter entschlossen aus der Wohnung.
Die Erzählung endet mit einem gemeinsamen Familienausflug mit der Straßenbahn ins „sonnige Freie vor der Stadt“. In entspannter Aufbruchsstimmung spricht man von einem Neuanfang und baldigem Wohnungswechsel, und die Eltern erkennen in ihrer reif gewordenen Tochter eine aufblühende, junge Frau, auf der nun alle ihre zukünftigen Hoffnungen ruhen, und denken daran, „dass es nun Zeit werde, auch einen braven Mann für sie zu suchen.“

## Figuren

### Gregor Samsa
Gregor Samsa, die Hauptperson der Verwandlung, ist ein Tuchhändler und Geschäftsreisender. Obwohl ihm sein Beruf verhasst ist, arbeitet er seit fünf Jahren, nämlich seit der Pleite seines Vaters, ohne Krankheit. So hofft er die Schulden der Familie abbezahlen zu können und Anerkennung innerhalb der Familie zu erlangen. Anfangs gelingt ihm dies auch, nach einiger Zeit stellte sich jedoch eine Gewohnheit ein und das Geld wird einfach hingenommen. Seine Schwester bleibt ihm jedoch im Vergleich zu seinen anderen Familienmitgliedern recht nahe und er möchte ihr ein Konservatorium bezahlen. Seine wenige Freizeit nutzt er für das Studieren von Fahrplänen, Laubsägearbeiten und das Lesen der Zeitung. Er beschreibt seine Mutter als fürsorglich und sanft, allerdings kann diese sich kaum in ihren Sohn einfühlen. Sie denkt, Gregor liebe seinen Beruf und lerne deshalb keine Partnerin kennen bzw. schränke deshalb seine Freizeit ein. Dabei verkennt sie jedoch seine wahren Motive. Als Gregor Samsa eines Morgens als Ungeziefer erwacht (wobei es sich innerhalb der Handlung um eine Tatsache handelt), verkehrt sich seine Rolle: Er wird vom Versorger zum Hilfsbedürftigen. Seine Andersartigkeit war jedoch vorher schon vorhanden, durch die Verwandlung wird sie nur offensichtlich. Während er zu Beginn noch mit seinen Mitmenschen kommunizieren kann und sich auch sonst, ausgenommen von seinem Körper, nur wenig verändert hat, schreitet die Verwandlung im Verlauf der Handlung voran. Der körperlichen Metamorphose folgt die psychische. Er beginnt seinen Körper zu beherrschen und empfindet Freude beim Klettern an den Wänden und an der Decke. Daneben ist der Blick aus dem Fenster ein wichtiger Zeitvertreib; da er in seiner Verfassung jedoch nicht mehr viel erkennen kann, erinnert ihn die Aussicht hauptsächlich an früher. In einer naiv-optimistischen Manier hofft Gregor lange Zeit auf eine Besserung, bis er diese Hoffnung schließlich aufgibt. Das unmenschliche Verhalten seiner Familie ihm gegenüber beschönigt Gregor zumeist. Zum Ende der Erzählung verwahrlost Gregor zusehends, er gibt die Körperpflege auf und nimmt keine Nahrung mehr zu sich. Nach einem Angriff des Vaters steckt ein verfaulter Apfel in seinem Rücken, der sich darauf entzündet und ihn in seiner Bewegungsfreiheit stark einschränkt. Als sein Zimmer jedoch zum Abstellraum verkommt und auch seine sonstige Pflege weiter nachlässt, regt sich Widerstand in Gregor. Am Ende stirbt Gregor Samsa abgemagert und verwahrlost.

### Vater
Der Vater Gregor Samsas befindet sich nach einem wirtschaftlichen Misserfolg in Frührente, während Gregor dessen Schulden begleicht. Trotz seines vermutlich relativ jungen Alters bemüht er sich nicht darum, Arbeit zu finden. Direkt nach Gregors Verwandlung, jedoch bevor er davon erfährt, zeigt sich der Vater pragmatisch, um diesen aus seinem Zimmer zu „befreien“. Der Vater präsentiert sich Gregor bereits kurz nach der Verwandlung mit feindselig geballter Faust und tritt auch im weiteren Verlauf der Handlung immer wieder aggressiv und unterdrückerisch gegenüber Gregor auf. Dies ist auch der Grund für die häufige psychoanalytische und biographische Interpretation der Verwandlung. Ähnlich wie in anderen Werken Kafkas, beispielsweise Das Urteil, ist auch hier ein zentraler Vater-Sohn-Konflikt auszumachen, in dem der Vater dominant-aggressiv auftritt. So bombardiert der Vater Gregor beispielsweise mit Äpfeln und verwundet ihn schwer. Zwischenzeitlich besinnt er sich darauf, dass es sich bei Gregor um seinen Sohn handelt, und akzeptiert, einer „Familienpflicht“ folgend, die Anwesenheit des Ungeziefers. Nach der Aussage seiner Tochter, Gregor müsse beseitigt werden, stimmt er dieser jedoch zu und bekräftigt sie in ihrer Meinung. Nach Gregors Verwandlung nimmt er eine Arbeit bei einer Bank an, erhält eine Uniform und trägt wieder zur Versorgung der Familie bei.

### Mutter
Die Mutter steht Gregor recht nahe und wird von ihm als fürsorglich und sanft beschrieben. Ihre Kenntnisse von Gregors Gefühlsleben und seiner Einstellung zu seiner Arbeit sind jedoch stark begrenzt: Sie vermutet, dass Gregor seine Arbeit sehr gemocht und er seine Freizeit deshalb stark beschränkt habe. Nach der Verwandlung ist sie besorgt und schwer erschüttert, traut sich jedoch nicht, Gregor anzusehen oder sich um ihn zu kümmern. Später, als sie sich etwas gefasst hat, möchte sie für Gregor sorgen, wird jedoch zunächst vom Vater und später vehement von der Schwester davon abgehalten. In der Familie nimmt sie insgesamt eine sehr untergeordnete abhängige Rolle ein. Die Mutter leidet unter Asthma, beginnt jedoch für ein Modegeschäft zu nähen und die Wäsche anderer Leute zu machen.

### Schwester – Grete Samsa
Die jüngere Schwester Gregors, Grete Samsa, nahm bis zu Gregors Verwandlung keine bedeutende Rolle in der Familie ein, sie hatte jedoch ein gutes Verhältnis zu Gregor. Vor der Verwandlung galt sie bei den Eltern als nutzloses Mädchen und reifte im Verlauf der Erzählung dann zu einer selbstbewussten, heiratsfähigen Frau heran. Nach Gregors Verwandlung sieht sie die Möglichkeit, sich in der Familie unentbehrlich zu machen, und weiß diese geschickt zu nutzen. So beginnt sie die anfallenden Aufgaben rund um Gregor zu übernehmen und ihre Mutter von deren Erledigung abzuhalten. Insgesamt gibt es folgende Erklärungsansätze für ihr Verhalten:
1. Sie hofft auf eine Genesung Gregors, sodass er die Familie wieder versorgen kann.
2. Sie positioniert sich in der Familie.
3. Teilweise könnte echte Nähe eine Rolle spielen, die dann aber abnimmt.

Sie formuliert als Erste, dass Gregor nicht mehr ihr Bruder und eine zu große Belastung für die Familie sei. Deshalb müsse er als ein Problem gesehen und beseitigt werden. Häufig wird eine biographische Parallele zu Franz Kafkas Schwester Ottla Kafka gedeutet, die ihm als Verbündete gegen den Vater gegolten habe, bis sie sich später gegen Kafka wandte.

## Interpretationen
Wie die meisten Werke Kafkas, so weckt auch diese Erzählung die Neigung vieler Interpreten nach religiöser (Max Brod) oder psychologischer Auslegung. Besonders beliebt ist es, Die Verwandlung als Ausdruck von Kafkas Vater-Komplex zu deuten, so erstmals durch Charles Neider in The Frozen Sea (1948). Neben der psychologischen Deutung erfreuen sich auch soziologische Interpretationen einer großen Anhängerschaft, die in der Familie Samsa ein Abbild allgemeiner gesellschaftlicher Verhältnisse sehen.
Vladimir Nabokov weist derartige Interpretationen mit dem Argument zurück, sie würden der Kunst Kafkas nicht gerecht. Im Gegensatz dazu unternimmt er eine Interpretation, die sich am künstlerischen Detail orientiert, dabei jedoch sämtliche symbolischen und allegorischen Bedeutungsebenen kategorisch ausschließt. Gegen die populäre Vaterkomplextheorie führt er seine Beobachtung an, dass nicht so sehr der Vater, sondern vielmehr die Schwester als grausamste Figur der Erzählung zu gelten habe. Sie sei diejenige, die Gregor verrate. Als Thema der Erzählung bestimmt er den Existenzkampf des Künstlers in einer Gesellschaft von Spießern, die ihn schrittweise vernichtet. Zum Stil Kafkas schreibt Nabokov abschließend: „Die Durchsichtigkeit seines Stils betont den dunklen Reichtum seiner Phantasiewelt. Gegensatz und Einheitlichkeit, Stil und Dargestelltes, Darstellung und Fabel sind in vollkommener Weise ineinander verwoben.“
Gerhard Rieck (1999) wies darauf hin, dass Gregor und seine Schwester Grete ein für viele Texte Kafkas typisches Paar bilden, welches aus einer passiven, eher asketischen und einer aktiven, eher triebhaften Figur besteht. Solche eigentlich miteinander schwer vereinbare oder gar unversöhnliche, aber dennoch paarbildende Figuren prägen das Werk von Beschreibung eines Kampfes an (z. B. Ich und Bekannter, Beter und Dicker) und erscheinen auch in Das Urteil (Georg und sein Petersburger Freund), in allen drei Romanen (z. B. im Verschollenen: Robinson und Delamarche) sowie u. a. in den Erzählungen Ein Landarzt (Landarzt und Pferdeknecht) und Ein Hungerkünstler (Hungerkünstler und Panther). Rieck deutet diese Paare als Anteile einer einzigen Person (daher auch die Fast-Identität der Namen Gregor und Grete), in letzter Konsequenz als die zwei bestimmenden Anteile der Autorpersönlichkeit, und er sieht sowohl im Leben Kafkas als auch in seinem Werk die Beschreibung des Kampfes zwischen diesen Anteilen.
Reiner Stach argumentierte 2004, Die Verwandlung bedürfe keiner stützenden Kommentare, sie wirke und überzeuge ganz aus sich selbst, scheine in sich geschlossen, ja vollkommen. In den Kanon der Weltliteratur wäre sie zweifellos auch dann aufgenommen worden, wenn wir über den Autor überhaupt nichts wüssten.
Laut Peter-André Alt (2005) wird die Gestalt des Ungeziefers zum drastischen Ausdruck der von Deprivation geprägten Existenz Gregor Samsas. Reduziert auf die Erfüllung seiner beruflichen Pflichten, ängstlich um sein Fortkommen bemüht, gepeinigt von der Angst vor geschäftlichen Fehlern, sei er die Kreatur eines funktionalistischen Erwerbslebens.
Für Oliver Jahraus (2006) ist Die Verwandlung „vor allem eine komplexe Metapher für das gestörte Verhältnis des Individuums im Machtapparat der Familie“. Die gesellschaftlich wirksamen Machtstrukturen seien in der Familie institutionalisiert und produzierten Ausgrenzung und pathologische Begehrensstrukturen bei Individuen wie Gregor, dessen sexuelles Begehren im familiären Rahmen steckenbliebe. Dabei sei er nicht nur Opfer, sondern auch Agent, so dass Gregors Tod für die Schwester eine Befreiung aus der „inzestuös wirkenden Macht des Bruders“ bedeute.
Ralf Sudau vertrat 2007 die Auffassung, dass die Motive der Selbstverleugnung und Realitätsverdrängung besondere Beachtung verdienen. Früher habe Gregor Selbstverzicht geübt und sei stolz gewesen, der Familie ein gesichertes, ja müßiggängerisches Dasein zu ermöglichen. Als er nach seiner Verwandlung in die Lage geraten sei, nun selbst Aufmerksamkeit und Fürsorge in Anspruch nehmen und zum Schmarotzer werden zu müssen, wolle er diese neue Rolle vor sich selbst nicht zugeben und sich nicht von der Behandlung durch seine Familie enttäuschen lassen, die nach und nach achtlos und sogar feindselig werde. Selbstverleugnend verberge Gregor seine ekelerregende Gestalt unter dem Kanapee, und selbstverneinend hungere er sich aus dieser Welt, dem mehr oder weniger unverhohlenen Wunsch der Familie gehorchend. Denn seine allmähliche Auszehrung und Selbstreduktion habe durchaus den Charakter eines (von Seiten Gregors unbewussten und erfolglosen, von Seiten der Familie unverstandenen oder ignorierten) tödlichen Hungerstreiks. Sudau (S. 163 ff.) gibt außerdem eine Auswahl von Interpretatoren der Verwandlung (u. a. Beicken, Sokel, Sautermeister und Schwarz). Danach erscheint die Erzählung als Bild für eine krankheitsbedingte Aussätzigkeit, für eine Flucht in die Krankheit oder den Ausbruch eines neurotischen Symptoms, als Abbild einer vom Beruf entstellten Existenz oder als entlarvende Inszenierung, welche die fassadenhafte Oberflächlichkeit alltäglicher Lebensverhältnisse aufbricht und ihren inhumanen Kern bloßstellt. Er führt weiter aus, dass Kafkas Darstellungsstil einerseits von einem eigentümlichen Ineinander von Realismus und Phantastik, von Weltsinn, Vernunft und Beobachtungsschärfe geprägt sei, andererseits von Aberwitz, Absonderlichkeit, Abwegigkeit. Er weist auch auf die grotesken und tragikomischen, stummfilmartigen Elemente hin.
Die Erzählung werde auch in der Forschung häufig als unschlüssig angesehen, und das zu Unrecht, legte Fernando Bermejo-Rubio (2012) dar und leitet seinen Interpretationsansatz daraus her, dass in Die Verwandlung die Beschreibungen von Gregor und seinem familiären Umfeld einander widersprechen. Diametral entgegengesetzte Versionen gibt es von Gregors Rücken, von seiner Stimme, davon, ob er krank ist oder in Verwandlung begriffen, ob er träumt oder nicht, welche Behandlung er verdient, von seinem moralischen Standpunkt (falsche Vorwürfe durch Grete) und davon, ob die Familie unbescholten ist oder nicht. Bermejo-Rubio hebt hervor, dass Kafka 1915 verfügt hat, es solle keine Abbildung von Gregor geben. Er argumentiert, dass für Kafkas Projekt gerade die Abwesenheit eines visuellen Eindrucks wesentlich sei, denn wer Gregor abbilde, mache sich damit zum allwissenden Erzähler. Kafka habe es auch deshalb nicht gewollt, weil der Leser durch eine Abbildung voreingenommen werde, bevor der eigene Leseprozess in Gang gekommen sei. Dass die Beschreibungen nicht miteinander vereinbar sind, weise darauf hin, dass der Aussage im Eröffnungssatz nicht getraut werden könne. Schlüssig werde die Erzählung, wenn man diesem ersten Satz nicht auf den Leim gehe, sondern Gregor weiterhin als einen Menschen sehe, und zwar als ein Opfer in einem Prozess starker Herabsetzung.
Für Volker Drüke (2013) ist die „entscheidende Verwandlung in dieser Erzählung […] die der Grete“. Sie sei die Figur, welcher der Titel gelte. Gregors Verwandlung folgten „ein Dahinsiechen und schließlich der Tod“ – Grete hingegen sei durch die neuen familiären Umstände gereift und habe Verantwortung übernommen. Am Ende – nach dem Tod des Bruders – bemerken auch die Eltern, dass ihre „immer lebhafter“ werdende Tochter „zu einem schönen und üppigen Mädchen aufgeblüht war“, für das die Eltern nun auch einen Partner suchen wollen. Gretes Übergang, ihre Verwandlung vom Mädchen zur Frau ist aus dieser Sicht das subtextuelle Thema dieser Erzählung.
Christian Neumann (2023) betrachtet Gregor Samsas Verwandlung als vielfach determinierte Metapher. Sie stehe für sein in Routine erstarrtes fremdbestimmtes Leben, für Entfremdung von sich selbst und von seiner Familie, für Isolation und gestörte Kommunikation, für Körperekel und Nichtigkeit sowie für tabuisierte, als schmutzig empfundene sexuelle Begierden und sei zugleich ein Befreiungsversuch aus dieser Verstrickung, der allerdings, da er autonom vom Körper gegen Gregors bewussten Willen in Szene gesetzt wird, in die Selbstzerstörung führe. Die mit der Verinnerlichung familiärer Machtstrukturen verbundenen psychischen Prozesse hätten zur Ausprägung eines erdrückenden Schuldgefühls geführt, dessen körperlicher Ausdruck das überdimensionierte Ungeziefer sei. Letztlich sei Die Verwandlung die Geschichte einer sukzessiven Verdinglichung, in deren Verlauf aus einem entfremdeten Menschen zunächst ein Tier und dann ein wertloses Ding werde, das am Ende einfach auf den Müll gekehrt wird.

## Rezeption
Laut Hermann Wiegmann 2005 ist Die Verwandlung „wohl die bekannteste und auch wohl am meisten zitierte Erzählung Kafkas“. Auch in der Popkultur gibt es zahlreiche Verweise auf die Erzählung. So findet sich der Protagonist im Namen der Bands Gregor Samsa und Samsas Traum wieder. Der Komponist Philip Glass nimmt Bezug mit seinen Klavierwerken Metamorphosis. Auch Filme und Zeichentrickserien verweisen auf Die Verwandlung, etwa mehrere Episoden der Simpsons. Der erste Satz der Erzählung gewann 2007 den zweiten Platz im Wettbewerb „Der schönste erste Satz“. Die Kurzgeschichte Samsa in Love (in der Erzählsammlung Von Männern, die keine Frauen haben) von Haruki Murakami spielt mit Gregors Rückverwandlung von einem Käfer in einen Menschen.

## Analyse

### Struktur der Erzählung
Es lässt sich folgende Dreiteilung erkennen:
1. Erwachen und Erkenntnis der Verwandlung: Es ist das Ende von Gregors menschlicher und beruflicher Existenz (Auseinandersetzung mit Gregors Lebensweise; Verhältnis zu seinem Beruf als Handlungsreisender/Vertreter; Verbindung zwischen Eltern und Beruf; Reaktion der Familie auf die Verwandlung).
2. Zusammenleben mit dem „Ungeziefer“: Phase, in der das „Ungeziefer“ in der Familie eingeschlossen ist (Beziehung zu den einzelnen Familienangehörigen, insbesondere zur Schwester).
3. Allmähliches Sterben und Tod Gregors: Interesse der Familie an Gregor schwindet (Unabhängigkeit der Familie); körperlicher Niedergang und Tod.

Die Zahl „drei“ tritt neben der Dreiteilung noch mehrfach auf: So gibt es drei Zimmerherren, drei Zimmertüren, drei Diener, und bevor Gregor stirbt, schlägt die Turmuhr die dritte Morgenstunde. Nach seinem Tod gibt es drei Familienmitglieder und diese schreiben drei Briefe.

### Stil und Form
Das Ungeheuerliche wird detailliert und sachlich, fast im Stile eines nüchternen Tatsachenberichts beschrieben. Die emotionslose Erzählweise und der Inhalt des Erzählten bilden einen scharfen Kontrast, der dem Unmöglichen die Qualität des Selbstverständlichen und Alltäglichen verleiht. Gerade diese Kombination von bizarrem Geschehen und scheinbar trockenem Realismus der sprachlichen Darstellung machen die besondere Wirkung der Erzählung aus.
Die Novelle wird von der Perspektive des Protagonisten bestimmt, das heißt, die fiktionale Wirklichkeit wird durch Gregor reflektiert dargestellt. Die Person des Erzählers selbst tritt erst nach dem Tode Gregors zu Tage.
In jedem der drei Kapitel bricht Gregor einmal aus seinem Zimmer aus. Jedes Kapitel endet mit einer neuen Verwundung bzw. seelischen Kränkung bis hin zu seinem Tod. Diese Struktur unterstreicht den Prozess seiner allmählichen Isolierung. Dabei geht Gregors Niedergang mit dem Aufstieg der restlichen Familie einher. Beides verläuft parallel und bedingt sich gegenseitig. Sukzessiv wird dargestellt, wie eine fragwürdige, fragile Existenz untergeht, während eine vitale Physis überlebt, ähnlich wie in  Das Urteil und in Ein Hungerkünstler.

### Das Motiv der Verwandlung
Die Unbedingtheit des Käfermotivs in seiner phantastischen Irrealität wird von allen als Gefährdung der Alltagswirklichkeit empfunden. Die Transformation in ein Ungeziefer geschieht übergangslos als „absoluter Anfang“: Die Sphäre der Alltagsrealität wird unmittelbar mit jener des Surrealen konfrontiert. Trotz seiner Verwandlung behält Gregor ein intaktes Identitätsgefühl, auch wenn sich seine äußere Lebensweise ins Tierische verändert. Die übliche radikale Trennung zwischen Mensch und Tier ist damit teilweise aufgehoben.
Nicht nur Gregors Verwandlung an sich ist ungewöhnlich, auch seine Reaktion darauf und die seiner Umgebung sind es. Daraus resultiert, dass das Käfermotiv zum alles bestimmenden Element der Erzählung und die gesamte Welt der Verwandlung eine Ungezieferwelt wird. Durch die Selbstdefinition über die Fremdwahrnehmung der „Anderen“, der Familie, wird Gregors Selbst zum absolut Fremden. Tatsächlich besteht die so genannte Verwandlung nur in einer radikalen Verschärfung der vorher bestehenden Umstände, deren Umkehrung nur scheinbar ist. Gregor und allen anderen fehlt die Einsicht in das, was ihm widerfahren ist: nichts Neues. Das heißt, die Verwandlung macht nur sichtbar, was ohnehin vorhanden war. Ekel und Abscheu sind die Verschärfung der Demütigung und Erniedrigung, die Gregor immer schon erleiden musste, bisher aber unausgesprochen blieb: Die Eltern ignorieren Gregors inneren Konflikt und seine Entmenschlichung durch die Arbeit im Dienst der Familie, und Gregor selbst hält seine Bereitschaft zur Selbstverleugnung für eine moralische Notwendigkeit. Betrug und Selbstbetrug gehen sogar noch weiter, da die Eltern tatsächlich gar nicht mehr auf Gregors Unterstützung angewiesen sind, weil sie inzwischen über genügend Ersparnisse verfügen – die sie ihrem Sohn bis dahin allerdings verheimlicht haben. Erst in Gregors entstellender Metamorphose zum Ungeziefer wird er als Opfer sichtbar. Und auch seine angestrebte Befreiung, die eine Revolte gegen Chef und Vater zugleich hätte sein müssen, gelingt erst, als sie gar keine mehr ist: im Moment der Verwandlung.
Die Schriftstellerin Katja Lange-Müller bezweifelte in einem Artikel der Süddeutschen Zeitung, dass es sinnvoll sei, bei dem „Ungeziefer“, in das sich Gregor Samsa verwandelt hatte, von einem Käfer zu sprechen. Stattdessen führt sie eine Reihe von Argumenten dafür auf, dass Kafka eher an eine Kakerlake gedacht habe.

### Symbole
Fenster in Gregors Zimmer
Verbindung zur Außenwelt
Bild der Dame mit Pelz
Erotisches Erlebnis für Gregor als Reisender (nur wenig Kontakt zu Frauen), möglicherweise auch Anspielung auf Sacher-Masochs Novelle Venus im Pelz
Zimmer in der Wohnung der Familie Samsa
Am Anfang ist jeder Person eine Tür zugeordnet (drei Türen – drei Personen).
Gregors Zimmer
Kreuzung für die Familie, da alle Zimmer der Personen in sein Zimmer führen
Gregors Zimmertür
Barriere zwischen Gregor und seiner Familie; Schutz vor dem angreifenden Vater
SchlüsselKontrolle über die Tür und damit den Kontakt Gregors zum Rest der Familie; wechselt von innen nach außen.
Gregors Zimmer ist der Mittelpunkt.
Jedes Zimmer hat eine Tür zu seinem Zimmer; er ist der Versorger der Familie.
Gregors Zimmer als Festung und Gefängnis
Im ersten Abschnitt sind die Familie und der Prokurist aus dem Zimmer ausgesperrt, ab dem zweiten Abschnitt ist Gregor immer wieder in seinem Zimmer eingesperrt.
Waffen des Vaters (Stock, Zeitung, Äpfel)
Gewalt gegen Gregor
Nahrung
Der Käfer Gregor mag keine menschliche Nahrung zu sich nehmen und lehnt mehr und mehr auch seine Tiernahrung ab, was zu völliger Abmagerung und schließlich zum Tode führt.
Gestörte Kommunikation
Gregor wird aufgrund seiner Käferstimme von der Familie nicht verstanden, kann aber deren Worte verstehen.
Straußenfeder am Hut der Bedienerin
Die Straußenfeder ist ein ägyptisches Symbol für Gerechtigkeit/Wahrheit; die ungeschönte Beschreibung/Bezeichnung Gregors durch die Bedienerin (zum Ärger des Vaters, der erst versucht, diese Sicht zu gewinnen).
Sonne am Ende der Erzählung
Neubeginn der Familie
Vokale Assoziation
Die Worte Samsa und Kafka klingen ähnlich, obwohl Kafka selbst behauptete, dass hier keine gewollte Konsonanz vorliege.
Kanapee
Der Käfer Gregor versteckt sich immer wieder unter dem Kanapee und nutzt dieses als eine Art Rückzugsort vor seiner Familie. Es symbolisiert Gregors völlige und endgültige Isolation von seinem Vater (der Familie) und der Gesellschaft.

### Die Wohnung als Ort der Handlung
Die Wohnung der Samsas ähnelt auffällig der Wohnung der Familie Kafka in der damaligen Prager Niklasstraße 36 (im Zweiten Weltkrieg zerstört). Hartmut Binder hat hierzu eine Abbildung mit dem aufbereiteten Grundriss der Kafka’schen Wohnung erstellt, woraus sich ergibt, dass zwar die Nutzung der einzelnen Zimmer variiert, deren Anordnung aber genau übernommen wurde.

## Bezug zu anderen Kafka-Schriften
Auch Die Verwandlung kann im Zusammenhang der Themen von Kafkas Gesamtschaffen interpretiert werden. Der Vergleich eines Menschen mit Ungeziefer stammt aus der Schmährede seines Vaters Hermann Kafka gegenüber dem Freund seines Sohnes, dem jüdischen Schauspieler Jizchak Löwy, was Kafka in seinem Brief an den Vater thematisiert hat. Die tatsächliche Verwandlung in ein Insekt wird bereits in dem Frühwerk Hochzeitsvorbereitungen auf dem Lande als Wunschgedanke des lustlosen Bräutigams Raban aufgegriffen, der so seinen ungeliebten gesellschaftlichen Pflichten entgehen möchte.
Die Verwandlung selbst markiert den Beginn einer ganzen Serie von denkenden, sprechenden und leidenden Tieren. Siehe unter anderem Ein Bericht für eine Akademie, Der Bau und Eine Kreuzung.
Ein enger Bezug besteht zur Kafka-Novelle Das Urteil. Beide Werke entstanden im Herbst 1912. Schon die Namensähnlichkeit Gregor und Georg ist auffällig. Im Mittelpunkt steht jeweils ein Sohn, der sich voller Pflichterfüllung bemüht, für das Wohl der Familie bzw. des Vaters zu arbeiten. Im Fall der Verwandlung erträgt der Protagonist dieses Los irgendwann nicht mehr und entzieht sich ihm unbewusst. Im Urteil agiert der Sohn zwar erfolgreich, aber nicht im Sinne des Vaters. Beide Söhne werden von Familienmitgliedern offen oder indirekt zum Selbstmord aufgefordert und sterben.

## Adaptionen

Urs Lüthi: „Selbstporträt als Franz Kafka, während er die Novelle Die Verwandlung schrieb“. Passerpromenade, Meran (2015)

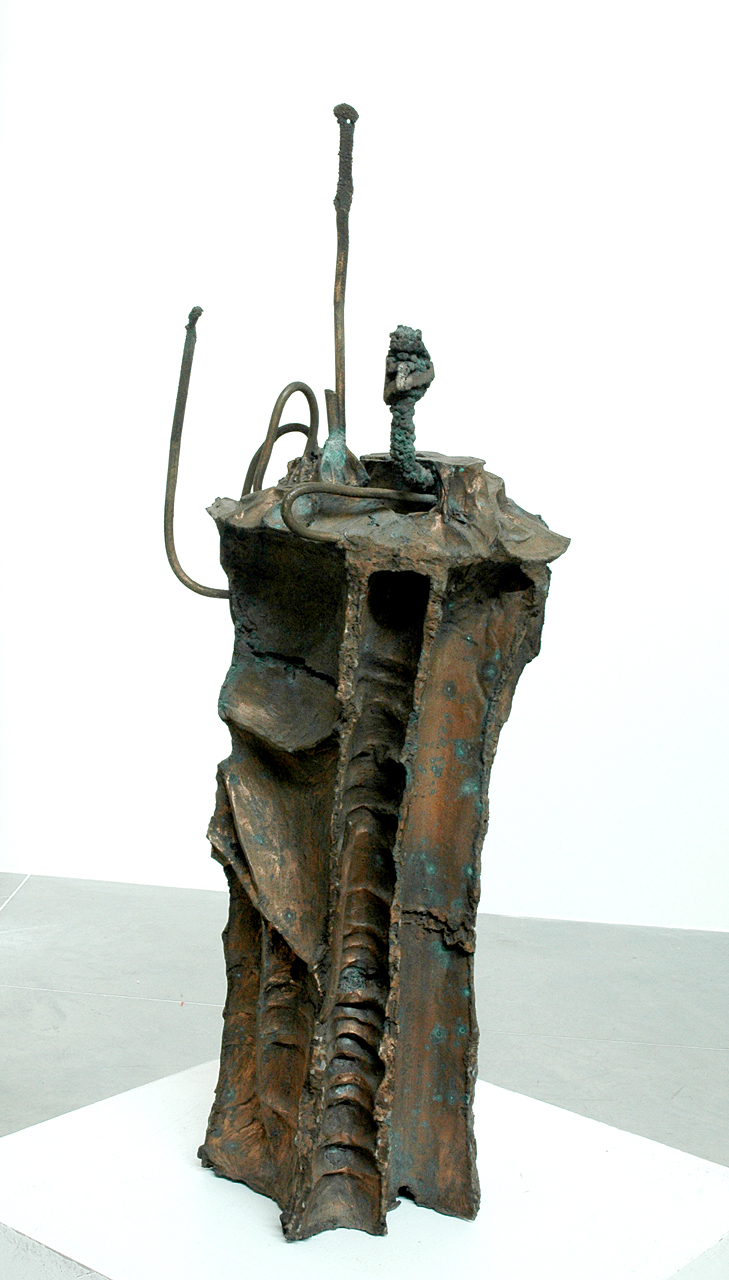
Porträt Gregor Samsas (1964), Skulptur des tschechischen Künstlers Karel Nepraš

### Verfilmungen (Auswahl)
- 1975 – Die Verwandlung, 55 Minuten, Regie Jan Němec
- 1978 – The Metamorphosis of Mr. Samsa, 10 Minuten, Regie: Caroline Leaf (Animationsfilm)[21]
- 1993 – The Metamorphosis of Franz Kafka, 30 Minuten, Regie: Carlos Atanes (Kurzfilm)
- 2002 – Prevraschenje, 84 Minuten, Regie: Valeri Fokin[22]
- 2015 – Die Verwandlung, 20 Minuten, Regie: Igor Plischke

### Oper
- 1986 – Paul-Heinz Dittrich: Die Verwandlung[23]

### Comics
- 2003 – Peter Kuper: The metamorphosis
- 2007 – Robert Crumb und David Zaine Mairowitz: Kafka
- 2010 – Eric Corbeyran und Richard Horne: Die Verwandlung

### Bildhauerei
- 2015 – Kafka-Gedenkstein von Urs Lüthi (Bronze, 36 × 15 × 15 cm)[24]

### Lieder
- 2018 – Danger Dan: Die Verwandlung in Reflexionen aus dem beschönigten Leben[25]

### Wichtige Ausgaben
- Erstdruck: Die Verwandlung. In: Die Weißen Blätter. Eine Monatsschrift. Hrsg. von René Schickele. Jg. 2 (1915), H. 10 (Oktober), S. 1177–1230.
- Reihe: Der Jüngste Tag, Verlag Kurt Wolff, Leipzig 1916, Schutzumschlagillustration von Ottomar Starke.
- Sämtliche Erzählungen. Herausgegeben von Paul Raabe. Fischer-Taschenbuch-Verlag, Frankfurt am Main und Hamburg 1970, ISBN 3-596-21078-X.
- Drucke zu Lebzeiten. Herausgegeben von Wolf Kittler, Hans-Gerd Koch und Gerhard Neumann, Fischer Verlag, Frankfurt am Main 1996, S. 113–200.
- Die Erzählungen. Originalfassung. Herausgegeben von Roger Hermes. Fischer Verlag, 1997, ISBN 3-596-13270-3.
- Die Verwandlung. Mit einem Kommentar von Heribert Kuhn. Suhrkamp Verlag, Frankfurt am Main 1999, ISBN 978-3-518-18813-2 (= Suhrkamp BasisBibliothek Nr. 13: Text und Kommentar).

### Künstlerische Ausgaben
- Die Verwandlung. Mit den Zeichnungen von Fritz Huhnen. Herausgegeben vom Krefelder Kunstverein. Druckerei Düsselberg, Krefeld 1980. Einmalige Auflage von 1000 nummerierten Exemplaren.
- Die Verwandlung. Herausgegeben und mit einem Nachwort versehen von Kurt Drawert. C.H.Beck, München 2014, ISBN 978-3-406-65992-8.

### Sekundärliteratur
- Ulf Abraham: Franz Kafka: Die Verwandlung. Diesterweg, Frankfurt am Main 1992, ISBN 3-425-06172-0.
- Peter-André Alt: Franz Kafka: Der ewige Sohn. Eine Biographie. C.H. Beck, München 2005, ISBN 3-406-53441-4.
- Peter Beicken: Franz Kafka: Die Verwandlung. Erläuterungen und Dokumente. Reclam, Stuttgart 1983, ISBN 3-15-008155-6.
- Hartmut Binder: Kafkas „Verwandlung“ : Entstehung, Deutung, Wirkung. Stroemfeld: Frankfurt am Main, Basel 2004, ISBN 3-87877-855-4.
- Wilhelm Große: Franz Kafka: Die Verwandlung. Lektüreschlüssel. Reclam, Stuttgart 2004, ISBN 3-15-015342-5.
- Oliver Jahraus: Kafka. Lesen, Schreiben, Machtapparate. Reclam Verlag, Stuttgart 2006, ISBN 978-3150106167.
- Volker Krischel: Franz Kafka: Die Verwandlung. Textanalyse und Interpretation: Königs Erläuterungen. Band 432, C. Bange, Hollfeld 2011, ISBN 978-3-8044-1941-4.
- Christian Neumann: Agonie des Lebendigen: „Die Verwandlung“. In: ders.: Das Opfer der Lebendigkeit. Devitalisierung und Melancholie im Erzählwerk Theodor Storms, Thomas Manns und Franz Kafkas. Königshausen und Neumann, Würzburg 2023, ISBN 978-3-8260-7790-6, S. 280–302.
- Joachim Pfeiffer: Franz Kafka: Die Verwandlung/Brief an den Vater. Oldenbourg, München 1998, ISBN 978-3-637-88691-9.
- Sandra Poppe: Die Verwandlung. In: Manfred Engel, Bernd Auerochs (Hrsg.): Kafka-Handbuch. Leben – Werk – Wirkung. Metzler, Stuttgart, Weimar 2010, ISBN 978-3-476-02167-0, S. 164–174.
- Gerhard Rieck: Kafka konkret – das Trauma ein Leben. Wiederholungsmotive im Werk als Grundlage einer psychologischen Deutung. Königshausen&Neumann, Würzburg 1999, ISBN 978-3-8260-1623-3.
- Ewald Rösch (Hrsg.): Franz Kafka: Die Verwandlung. (Nachwort, Kommentare, Stellenerklärungen, Zeittafel und Bibliographie), 2. Auflage, Goldmann Taschenbuch 7665, München 1999, ISBN 978-3-442-07665-9.
- Reiner Stach: Kafka. Die Jahre der Entscheidungen. S. Fischer, Frankfurt am Main 2004, ISBN 3-596-16187-8.
- Reiner Stach: Ist das Kafka? 99 Fundstücke. S. Fischer Verlag, Frankfurt am Main 2012, ISBN 978-3-10-075135-5.
- Cerstin Urban: Franz Kafka: Erzählungen I. In: Königs Erläuterungen und Materialien. Band 279, Bange, Hollfeld 2005, ISBN 978-3-8044-1726-7.